# Здіймається буря
«Здіймається буря» — четверта книга першого циклу «Пророцтва починаються» серії «Коти-вояки».

## Сюжет
Вогнесерд став воєводою, але далеко не всі коти у захваті від цього. У Клані вже починають ходити чутки про те, що його воєводство стане предвісником жахливих подій. Як тут не позбутися віри у власні сили? До того ж, Вогнесерд залишився без підтримки найкращого друга, без порад мудрого вчителя, а власний учень зрадив його і зник у світі Двоногів. Але найбільше випробування ще попереду: у диких лісових хащах зачаївся давній ворог, який палає жагою помсти.

## Тематика
Основною темою книги є сила, а також насильство і смерть. Також в сюжетній лінії Огнегрива присутня тема дорослішання і боротьби з власними страхами і невпевненістю в собі.

## Критика
Здіймається буря була, в основному, добре оцінена критиками. Booklist назвав її успішною книгою і зазначив розвиток теми дорослішання. У VOYA вказали на брак глибини сюжетів і гумору. A BookLoons відзначив вдалу кінцівку роману, яка стала «знахідкою». Horn Book Review дав рецензію одночасно на 4 і 5 книги серії, де зазначено, що в книгах продовжується динамічне та складне розвиток характерів героїв. Журнал Children's Literature дав не настільки позитивну оцінку, зазначивши складність у запам'ятовуванні всіх сюжетних перипетій.